# Mount Macdonald, Antarktis
Mount Macdonald är ett berg i Antarktis. Det ligger i Östantarktis. Nya Zeeland gör anspråk på området. Toppen på Mount Macdonald är 3 632 meter över havet.
Terrängen runt Mount Macdonald är kuperad åt sydost, men åt nordväst är den bergig. Trakten är obefolkad. Det finns inga samhällen i närheten.